# Ca Quies
Ca Quies és una obra d'Alcover (Alt Camp) protegida com a Bé Cultural d'Interès Local.

## Descripció
La casa havia pertanyut a una família benestant holandesa comerciants d'aiguardent, els Kies, que vivien a Vila-seca des de finals del segle xvii. La planta baixa de l'edifici està recoberta amb carreus ben tallats formant una llinda amb carreus al mig de la clau de la llinda, i en una cartel·la hi ha la data de 1774.
Damunt de l'entrada, formada per una porta petita, i una de més gran, que va ser l'entrada a un comerç de teixits durant molts anys, hi ha un balcó i, damunt hi ha encara un altre pis.
A l'exterior de l'habitatge, al raval del Carme, s'hi veu un arc escarser a la planta baixa que està una mica més elevada que el nivell del carrer.
Segons C. Vidal a la façana de la casa hi havia un escut que els mateixos propietaris de la casa van treure i el van portar a un edifici de Vila-seca de la seva propietat anomenat el Castell. La família que va aixecar aquesta casa eren nobles i rics.